# Гайска Мендиета
Гайска Мендиета Сабала (на испански: Gaizka Mendieta Zabala) е бивш испански футболист, полузащитник. Една от най-емблематичните фигури в историята на футболния клуб Валенсия. Има 40 мача и 8 попадения за националния отбор на Испания, с който участва на Евро 2000 и Мондиал 2002.

## Кариера
Започва кариерата си в Кастелон през 1992 г. След само един сезон е привлечен от Валенсия. Започва да играе в състава на „прилепите“ като ляв бек, преди треньорът Клаудио Раниери да разкрие потенциала на Гайска като един от най-добрите централни полузащитници. Само за един сезон Мендиета прераства в основен плеймейкър и лидер на отбора и печели повиквателна за националния отбор на Испания. През юни 1999 г. печели Копа дел Рей, което е първия трофей в кариерата му. Следващият сезон е още по-силен за него, като Валенсия достигат финал в Шампионската лига, но губят на финала от Реал Мадрид с 3-0. След края на сезона Мендиета е избран от УЕФА за полузащитник на годината. Следващата година Валенсия отново достига финал в най-престижния европейски клубен турнир, и отново губи този път от Байерн Мюнхен след изпълнение на дузпи. Мендиета за втора поредна година печели приза за полузащитник на годината.
Въпреки силният интерес от страна на колосите Реал Мадрид и Барселона Мендиета става част от амбициозната селекция на Лацио за 48 милиона евро, а заплатата по договора му е 4,25 млн. долара годишно. Въпреки големите очаквания, испанецът не успява да се наложи в състава на „римските орли“, записвайки 20 мача. Мендиета не успява да се пребори с конкуренцията на Павел Недвед и Хуан Себастиан Верон. През лятото на 2002 г., след световното първенство в Япония и Република Корея, Гайска преминава под наем в Барселона. Там получава повече игрова практика, но отборът завършва едва шести в първенството и каталунците не откупуват трансфера на играча.
През 2003 г. преминава под наем в Мидълзбро. Записва 31 мача, в които вкарва 2 гола и печели купата на лигата. Английският отбор купува Гайска от Лацио, но следващите му сезони са съпътствани от постоянни контузии и полузащитникът не успява да покаже класата си. Слага край на кариерата си след края на сезон 2007/08.

## Извън футбола
Гайска Мендиета се подвизава като диджей.